# Chặng đua GP Ý 2021
Chặng đua GP Ý 2021 hay Chặng đua GP Italia 2021 (tên chính thức Formula 1 Heineken Gran Premio d'Italia 2021) là chặng đua thứ 14 của Giải đua xe Công thức 1 2021. Chặng đua diễn ra từ ngày 10 tháng 09 đến ngày 12 tháng 09 năm 2021 ở trường đua Monza, Italia. Người chiến thắng là tay đua Daniel Ricciardo của đội đua Mclaren.

## Diễn biến chính
Chặng đua GP Italia 2021 là chặng đua thứ hai tổ chức phiên chạy Sprint. Người chiến thắng phiên chạy này là Valtteri Bottas-cũng là người chiến thắng phiên phân hạng truyền thống. Tuy nhiên do lỗi thay động cơ nên Bottas bị phạt xuất phát từ cuối đoàn đua ở cuộc đua chính.
Vị trí pole đua chính được trao lại cho Max Verstappen, nhưng anh để mất vị trí dẫn đầu vào tay Daniel Ricciardo ở pha xuất phát. Ở vòng 25, Verstappen lại có pha vào pit rất chậm. Đến khi Lewis Hamiton ra pit thì hai người có pha va chạm nguy hiểm ở Turn-1, khiến cho cả hai cùng bỏ cuộc. Các trọng tài bắt lỗi Verstappen và phạt anh lùi 3 bậc xuất phát ở chặng đua tiếp theo ở trường đua Sochi.
Sau khi cuộc đua trở lại thì Daniel Ricciardo vững vàng ở vị trí dẫn đầu, mang về chiến thắng đầu tiên sau rất nhiều năm cho đội đua Mclaren. Niềm vui của Mclaren nhân đôi khi Lando Norris cũng xuất sắc cán đích ở vị trí thứ 2.
Sergio Perez về cán đích thứ ba nhưng bị phạt 5 giây. Podium vì thế được chuyển cho  Bottas.

## Kết quả Sprint Race
| Stt                                                                    | Số xe | Tay đua            | Đội đua                   | Lap | Thời gian | Xuất phát | Điểm | Xuất phát đua chính |
| ---------------------------------------------------------------------- | ----- | ------------------ | ------------------------- | --- | --------- | --------- | ---- | ------------------- |
| 1                                                                      | 77    | Valtteri Bottas    | Mercedes                  | 18  | 27:54.078 | 1         | 3    | 191                 |
| 2                                                                      | 33    | Max Verstappen     | Red Bull Racing-Honda     | 18  | +2.325    | 3         | 2    | 1                   |
| 3                                                                      | 3     | Daniel Ricciardo   | McLaren-Mercedes          | 18  | +14.534   | 5         | 1    | 2                   |
| 4                                                                      | 4     | Lando Norris       | McLaren-Mercedes          | 18  | +18.835   | 4         |      | 3                   |
| 5                                                                      | 44    | Lewis Hamilton     | Mercedes                  | 18  | +20.011   | 2         |      | 4                   |
| 6                                                                      | 16    | Charles Leclerc    | Ferrari                   | 18  | +23.442   | 8         |      | 5                   |
| 7                                                                      | 55    | Carlos Sainz Jr.   | Ferrari                   | 18  | +27.952   | 7         |      | 6                   |
| 8                                                                      | 99    | Antonio Giovinazzi | Alfa Romeo Racing-Ferrari | 18  | +31.089   | 10        |      | 7                   |
| 9                                                                      | 11    | Sergio Pérez       | Red Bull Racing-Honda     | 18  | +31.680   | 9         |      | 8                   |
| 10                                                                     | 18    | Lance Stroll       | Aston Martin-Mercedes     | 18  | +38.671   | 12        |      | 9                   |
| 11                                                                     | 14    | Fernando Alonso    | Alpine-Renault            | 18  | +39.795   | 13        |      | 10                  |
| 12                                                                     | 5     | Sebastian Vettel   | Aston Martin-Mercedes     | 18  | +41.177   | 11        |      | 11                  |
| 13                                                                     | 31    | Esteban Ocon       | Alpine-Renault            | 18  | +43.373   | 14        |      | 12                  |
| 14                                                                     | 6     | Nicholas Latifi    | Williams-Mercedes         | 18  | +45.977   | 16        |      | 13                  |
| 15                                                                     | 63    | George Russell     | Williams-Mercedes         | 18  | +46.821   | 15        |      | 14                  |
| 16                                                                     | 22    | Yuki Tsunoda       | AlphaTauri-Honda          | 18  | +49.977   | 17        |      | 15                  |
| 17                                                                     | 9     | Nikita Mazepin     | Haas-Ferrari              | 18  | +1:02.599 | 20        |      | 16                  |
| 18                                                                     | 88    | Robert Kubica      | Alfa Romeo Racing-Ferrari | 18  | +1:05.096 | 19        |      | 17                  |
| 19                                                                     | 47    | Mick Schumacher    | Haas-Ferrari              | 18  | +1:06.154 | 18        |      | 18                  |
| Ret                                                                    | 10    | Pierre Gasly       | AlphaTauri-Honda          | 0   | Tai nạn   | 6         |      | PL2                 |
| Fastest lap: Max Verstappen (Red Bull Racing-Honda) – 1:23.502 (lap 9) |       |                    |                           |     |           |           |      |                     |
| Nguồn:                                                                 |       |                    |                           |     |           |           |      |                     |

## Kết quả
| Stt                                                                  | Số xe | Tay đua            | Đội đua                   | Lap | Thời gian   | Xuất phát | Điểm |
| -------------------------------------------------------------------- | ----- | ------------------ | ------------------------- | --- | ----------- | --------- | ---- |
| 1                                                                    | 3     | Daniel Ricciardo   | McLaren-Mercedes          | 53  | 1:21:54.365 | 2         | 26   |
| 2                                                                    | 4     | Lando Norris       | McLaren-Mercedes          | 53  | +1.747      | 3         | 18   |
| 3                                                                    | 77    | Valtteri Bottas    | Mercedes                  | 53  | +4.921      | 19        | 15   |
| 4                                                                    | 16    | Charles Leclerc    | Ferrari                   | 53  | +7.309      | 5         | 12   |
| 5                                                                    | 11    | Sergio Pérez       | Red Bull Racing-Honda     | 53  | +8.7232     | 8         | 10   |
| 6                                                                    | 55    | Carlos Sainz Jr.   | Ferrari                   | 53  | +10.535     | 6         | 8    |
| 7                                                                    | 18    | Lance Stroll       | Aston Martin-Mercedes     | 53  | +15.804     | 9         | 6    |
| 8                                                                    | 14    | Fernando Alonso    | Alpine-Renault            | 53  | +17.201     | 10        | 4    |
| 9                                                                    | 63    | George Russell     | Williams-Mercedes         | 53  | +19.742     | 14        | 2    |
| 10                                                                   | 31    | Esteban Ocon       | Alpine-Renault            | 53  | +20.868     | 12        | 1    |
| 11                                                                   | 6     | Nicholas Latifi    | Williams-Mercedes         | 53  | +23.743     | 13        |      |
| 12                                                                   | 5     | Sebastian Vettel   | Aston Martin-Mercedes     | 53  | +24.621     | 11        |      |
| 13                                                                   | 99    | Antonio Giovinazzi | Alfa Romeo Racing-Ferrari | 53  | +27.216     | 7         |      |
| 14                                                                   | 88    | Robert Kubica      | Alfa Romeo Racing-Ferrari | 53  | +29.769     | 17        |      |
| 15                                                                   | 47    | Mick Schumacher    | Haas-Ferrari              | 53  | +51.088     | 18        |      |
| Ret                                                                  | 9     | Nikita Mazepin     | Haas-Ferrari              | 41  | Động cơ     | 16        |      |
| Ret                                                                  | 44    | Lewis Hamilton     | Mercedes                  | 25  | Va chạm     | 4         |      |
| Ret                                                                  | 33    | Max Verstappen     | Red Bull Racing-Honda     | 25  | Va chạm     | 1         |      |
| Ret                                                                  | 10    | Pierre Gasly       | AlphaTauri-Honda          | 3   | Bộ treo     | PL        |      |
| DNS                                                                  | 22    | Yuki Tsunoda       | AlphaTauri-Honda          | 0   | Phanh       | —         |      |
| Fastest lap: Daniel Ricciardo (McLaren-Mercedes) – 1:24.812 (lap 53) |       |                    |                           |     |             |           |      |
| Nguồn:                                                               |       |                    |                           |     |             |           |      |

## Bảng xếp hạng sau chặng đua
|           | Stt | Tay đua         | Điểm  |
| --------- | --- | --------------- | ----- |
| Unchanged | 1   | Max Verstappen  | 226.5 |
| Unchanged | 2   | Lewis Hamilton  | 221.5 |
| Unchanged | 3   | Valtteri Bottas | 141   |
| Unchanged | 4   | Lando Norris    | 132   |
| Unchanged | 5   | Sergio Pérez    | 118   |
| Nguồn:    |     |                 |       |

|           | Stt | Đội đua               | Điểm  |
| --------- | --- | --------------------- | ----- |
| Unchanged | 1   | Mercedes              | 362.5 |
| Unchanged | 2   | Red Bull Racing-Honda | 344.5 |
| 1         | 3   | McLaren-Mercedes      | 215   |
| 1         | 4   | Ferrari               | 201.5 |
| Unchanged | 5   | Alpine-Renault        | 95    |
| Nguồn:    |     |                       |       |